# Unión (Benítez)
Pour les articles homonymes, voir Union.
Unión est l'une des six paroisses civiles de la municipalité de Benítez dans l'État de Sucre au Venezuela. Sa capitale est Guariquén.